# Ambigrama
Un ambigrama es un estilo caligráfico donde las palabras o frases son escritas o dibujadas de tal modo que admiten, al menos, dos lecturas diferentes. La segunda lectura se podrá hacer tras hacer algún tipo de operación con el dibujo original. En la mayoría de los casos, la segunda lectura se realiza tras girar el dibujo 180°, estos son los llamados ambigramas de simetría central; en otros, la segunda lectura se producirá al ver la imagen reflejada en un espejo, son los ambigramas de simetría horizontal o vertical; finalmente existen ambigramas que no tienen ningún tipo de simetría pero, aun así, existe una segunda lectura del mismo.

Animación simétrica rotada de la palabra ambigrama.

Imagen para reflejarse en espejo de la palabra "Wiki".

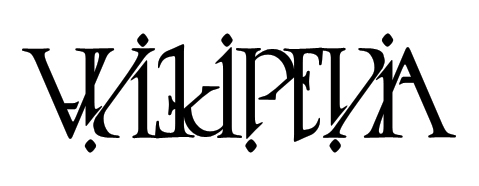
Ambigrama de la palabra "Wikipedia".

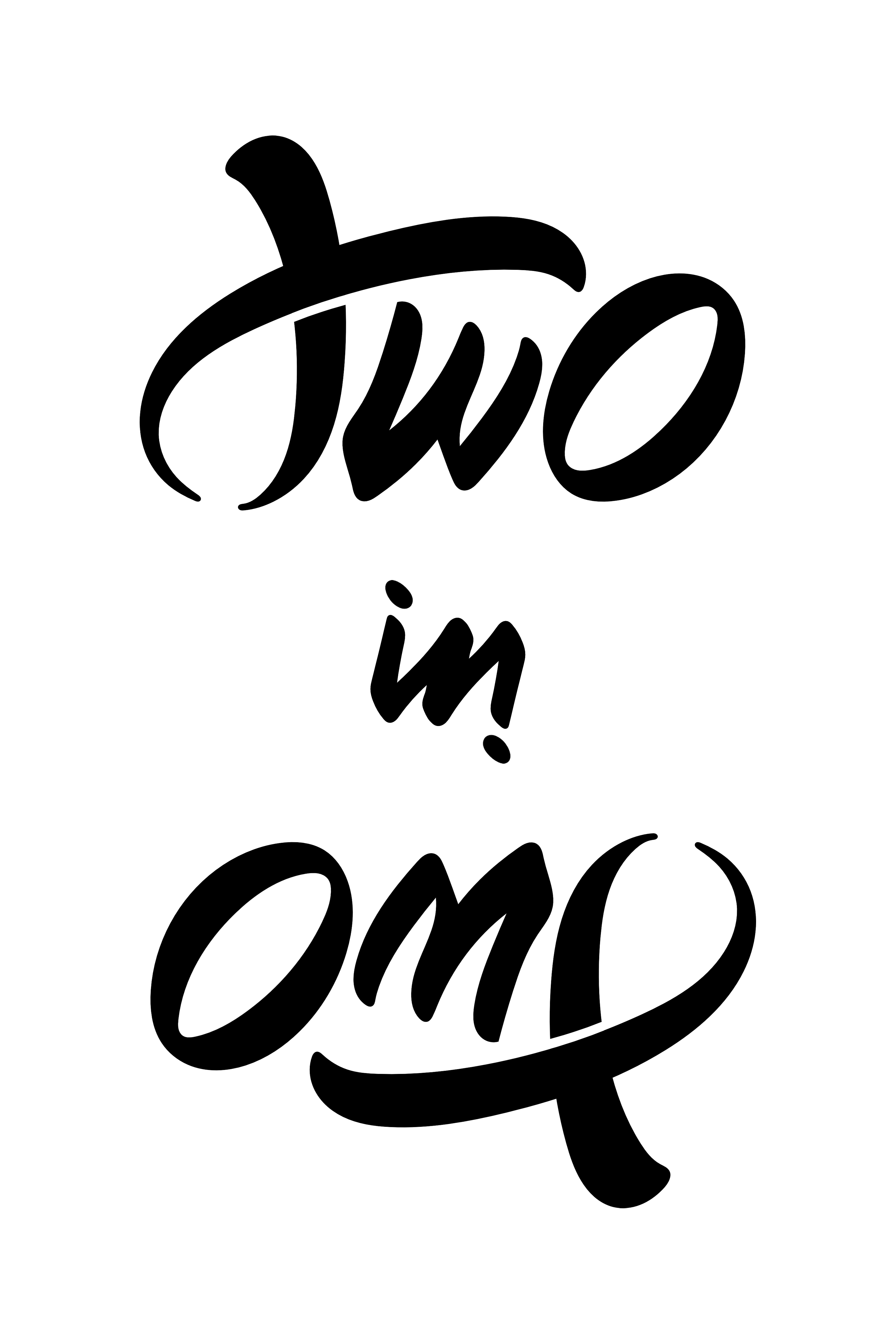
Ambigrama de la frase two in one (dos en uno) en inglés.

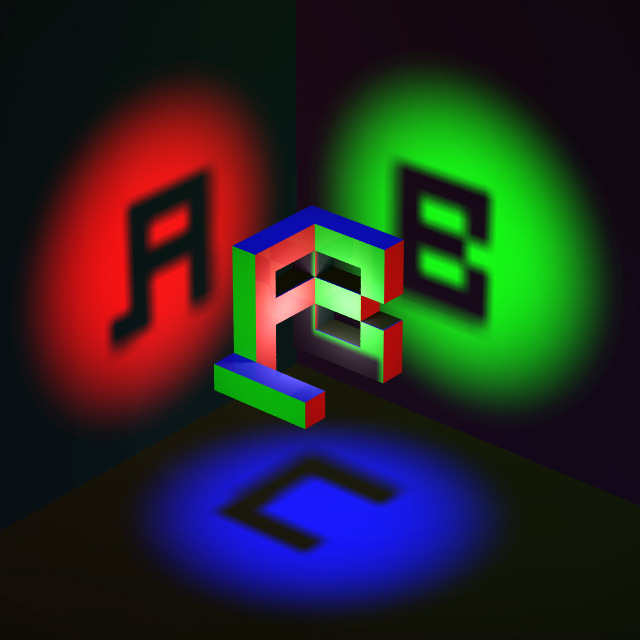
Ambigrama tridimensional de las letras A, B y C.

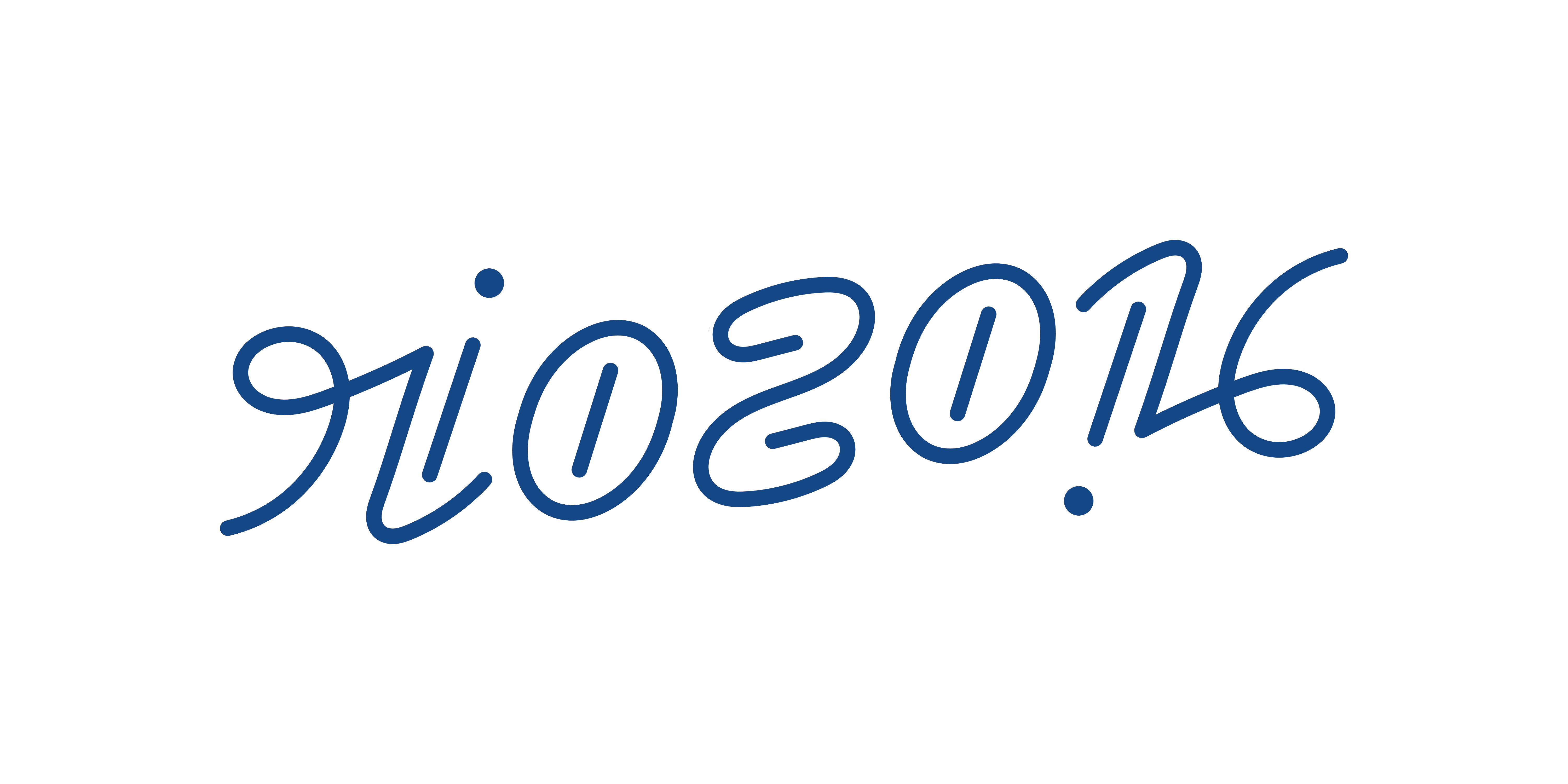
Ambigrama Rio 2016, Simetría rotacional de 180°. Logo creado para los Juegos Olímpicos de verano en Río de Janeiro en 2016.

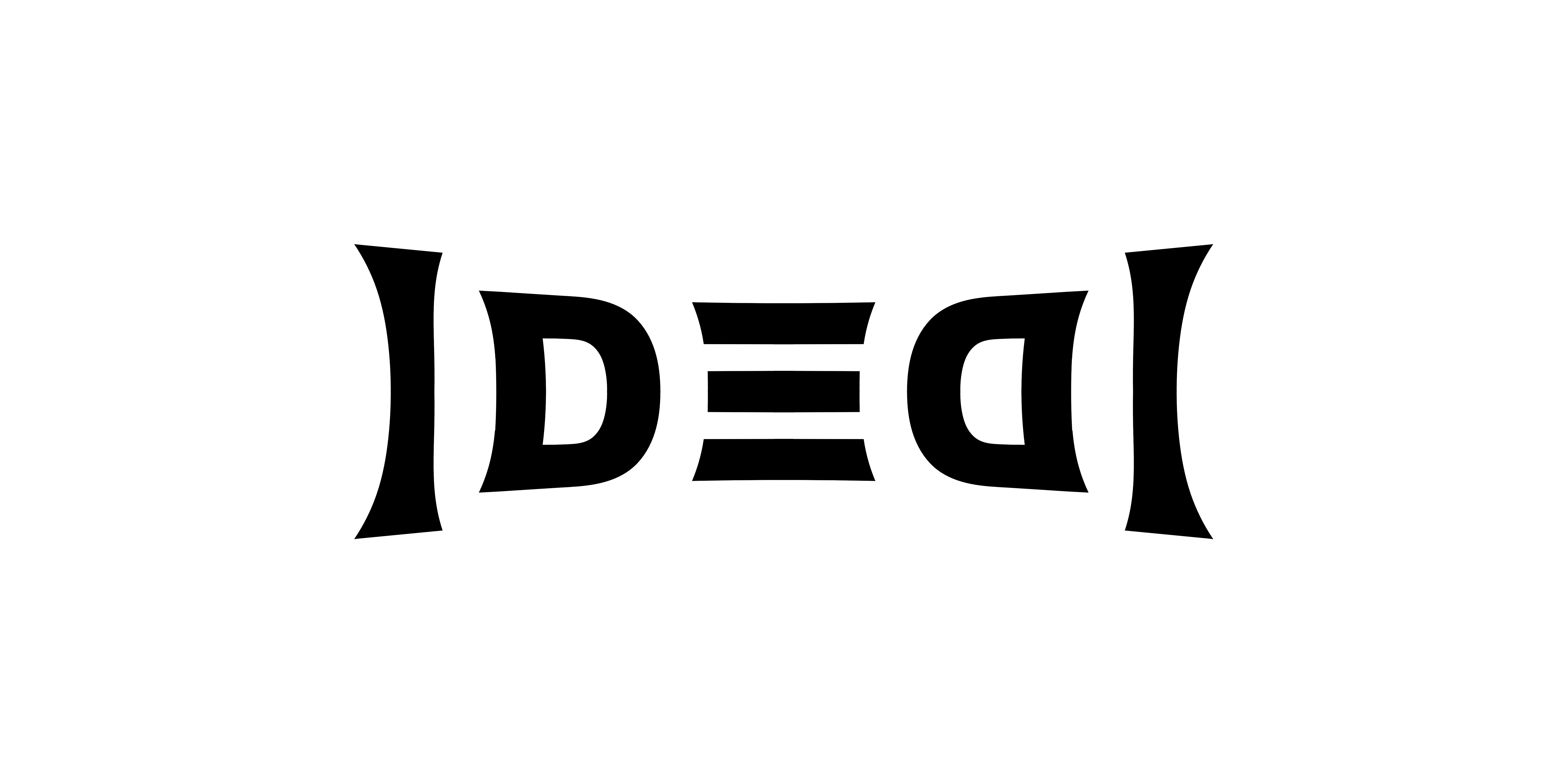
Ambigrama polisimétrico de Ideal.

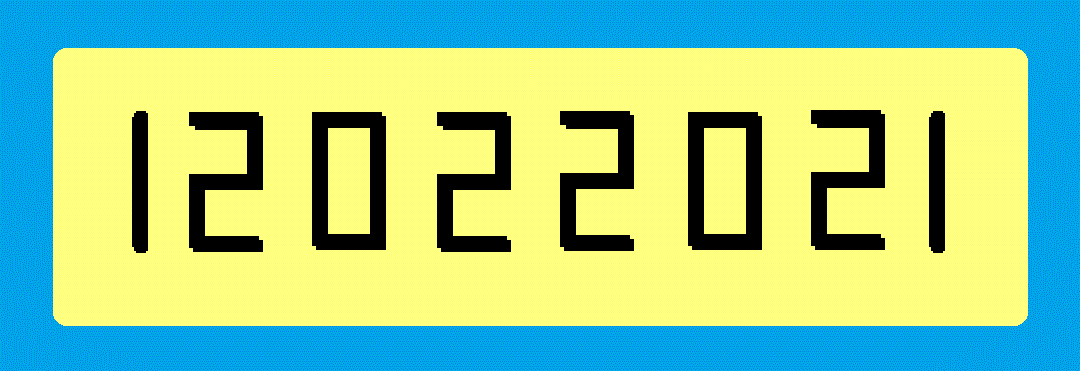
El número formado por la fecha 12 de febrero de 2021 es un capicúa y un ambigrama.

## Tipos de ambigramas
Los ambigramas, pueden presentar diversos diseños, y se pueden crear de diversas formas. Podemos decir que hay ambigramas de varios tipos:
RotacionalesDiseños que presentan varias presentaciones de palabras que son rotadas en diversos ángulos sin perder su sentido. Estos usualmente se presentan en 180°, pero se pueden emplear ángulos de 90° y 45°. Si escribimos OZONO en forma vertical, por la similitud de Z y N, girándolo 90° también podemos leer OZONO en sentido horizontal.
DobleEste tipo de ambigrama requiere mayor complejidad, ya que supone escribir dos palabras en una misma cantidad de caracteres. Al observar la escritura se puede leer una palabra totalmente distinta al rotarla 180°.
De espejoDiseños que pueden ser leídos al ponerse frente a un espejo, usualmente, la misma palabra o frase, por ejemplo ABBA.
CadenaEs un ambigrama en el que la palabra, o palabras, se representan formando una cadena repetida. Las palabras están usualmente anexadas de modo que donde termina una empieza otra y, en ocasiones, se presentan en forma circular.
TridimensionalEs un diseño de figura tridimensional que puede formar varias letras o palabras en sus caras, y emplean el uso de varios cuerpos sólidos con diferentes caras (es común usar prismas)
PerspectivosEste diseño es más un juego para la mente que uno de palabras y consta de un diseño no simétrico, pero que se lee según la interpretación que dé el receptor a la figura.
NaturalesEstos ambigramas se dan cuando las palabras poseen una o más de las simetrías presentadas en los otros ambigramas, y son ambigramas sin necesidad de darle una tipografía especial a las palabras. Por ejemplo: OSO podemos rotarlo simplemente y seguiremos leyendo la misma palabra sin darle tratamiento especial. AMA sería una palabra de simetría vertical, la mitad derecha es exactamente igual a la mitad izquierda, podemos comprobar esto mirando la palabra en un espejo, y nos daremos cuenta de que se ve exactamente igual. COCO tiene simetría horizontal, la mitad inferior es exactamente igual que la mitad superior de la palabra si hacemos un "corte" por mitad de la palabra, para comprobar la segunda lectura de esta palabra simplemente debemos darle la vuelta y colocarla frente a un espejo y veremos que seguimos leyendo la palabra COCO.
Aparte del entretenimiento lúdico, en muchas ocasiones a los ambigramas se les han atribuido poderes místicos. Así aparece, por ejemplo, en la novela Ángeles y demonios de Dan Brown, en la que los Illuminati utilizan ambigramas con los cuatro elementos para marcar a sus víctimas.
La novela Ángeles y demonios, del estadounidense Dan Brown, implica a los ambigramas en su trama, ambigramas que fueron descubiertos por Robert Langdon, y atribuye su origen a la sociedad secreta de los Illuminati; estos ambigramas son de los cuatro elementos de la naturaleza: fuego (fire), agua (water), aire (air) y tierra (earth), uno más para el mismo logo de los Illuminati y un diseño donde junta a fuego, agua, aire y tierra. La publicación de El Código da Vinci incrementó el interés de los lectores hacia su obra, de ahí que la anterior novela de Dan Brown (Ángeles y demonios) adquiriera importancia y se divulgara el conocimiento de los ambigramas.

## Creación
No existe un método universal para crear ambigramas, ya que hay métodos diferentes para la realización de los mismos. Un cierto número de libros ofrecen varios métodos para la creación de ambigramas (por ejemplo WordPlay Cy Eye Twisters en inglés).
Se han desarrollado métodos informáticos para crear ambigramas automáticamente. El primero fue 'Ambimatic', creado en 1996. Este programa estaba basado en caracteres, usando una base de datos de 351 glifos en los que cada carácter estaba interpuesto con otro. Este generador solo podía interponer una palabra a sí misma o a otra palabra de la misma longitud. Por este motivo, la mayoría de los ambigramas generados era de mala calidad. En 2007, el desarrollador de software Mark Hunter diseñó el generador de ambigramas de FlipScript.com. Emplea un método más complejo para crear ambigramas, con una base de datos de 5 millones de curvas, y múltiples estilos de escritura.